# Voulmentin
Voulmentin é uma comuna francesa na região administrativa da Nova Aquitânia, no departamento de Deux-Sèvres. Estende-se por uma área de 31.23 km². Em 2010 a comuna tinha 1 134 habitantes (densidade: 36,3 hab./km²).
Foi criada em 1 de janeiro de 2013, a partir da fusão das antigas comunas de Voultegon e Saint-Clémentin.